# Nguyễn Ý
Nguyễn Ý (1796-?) là nhà khoa bảng Việt Nam. Quê ông là xã Vân La, huyện Thanh Trì, phủ Thường Tín, nay xã Hồng Vân, huyện Thường Tín, thành phố Hà Nội. Ông đỗ Cử nhân năm 1821, tức là năm Tân Tỵ, niên hiệu Ming Mạng thứ 2. Một năm sau, ông đỗ Hoàng giáp. Ông làm quan Biên tu.